# Château de La Rochepot
Le château de La Rochepot est un château fort de style gothique-bourguignon du XIIe siècle, remanié au XVe siècle, puis entièrement reconstruit au XIXe siècle en utilisant la tuile vernissée de Bourgogne, situé à La Rochepot (Côte-d'Or, Bourgogne-Franche-Comté), à une quinzaine de km au sud-ouest de Beaune.

## Historique
Après 1180, le château fort de La Rochepot, alors nommé « Château de La Roche Nolay » pour sa proximité avec Nolay, est reconstruit sur les ruines incendiées (ou simplement abandonnées par manque d'eau disponible ?) du château des XIe – XIIe siècles, par le seigneur de Monta(i)gu Alexandre de Bourgogne (né ap. 1170-† 1205 ; fils cadet du duc Hugues III), premier château dont les vestiges subsistent encore dans la forêt alentour.

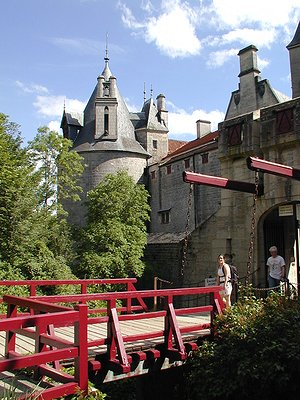
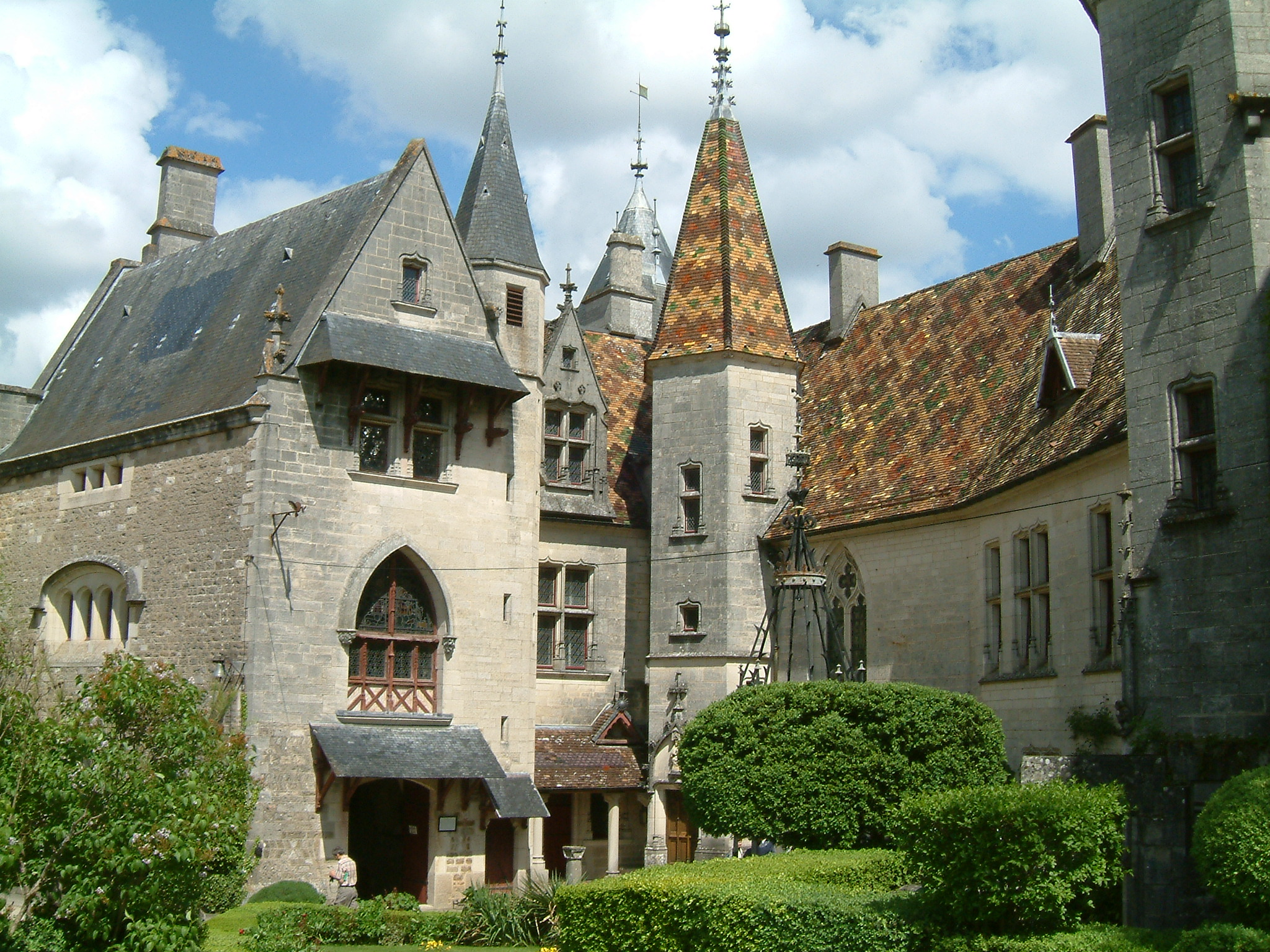
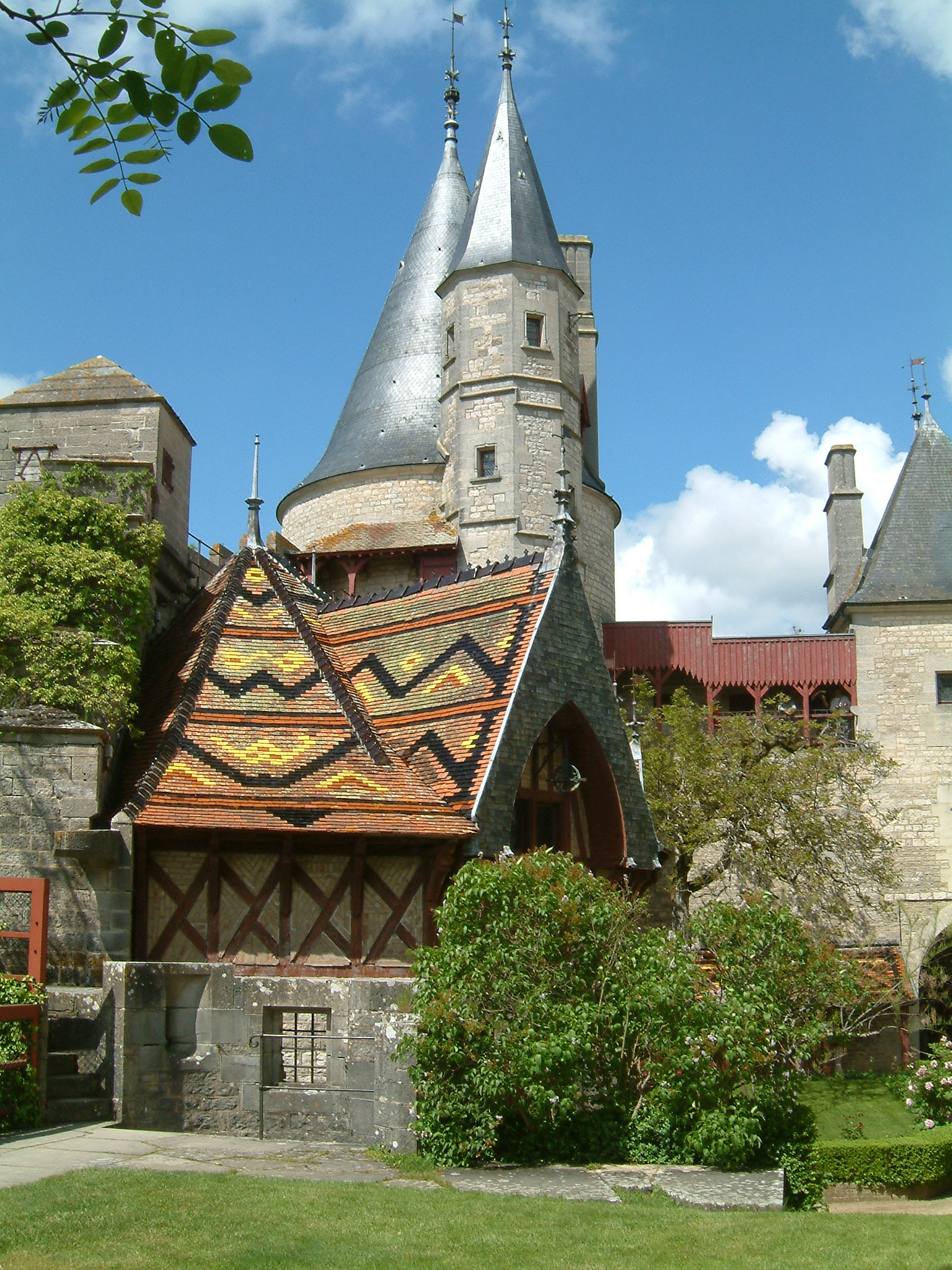

Il semble que Nolay et la Roche de Nolay restèrent liées féodalement aux descendants d'Alexandre de Bourgogne, les Bourgogne-Montagu, qui pouvaient exercer une seigneurie éminente, une suzeraineté ; en tout cas, deux importantes familles bourguignonnes, les de Thil et les Frôlois, furent les seigneurs directs de Nolay et de La Roche-Nolay (cf. l'article Nolay et ses références). 
L'héritière Agnès de Frôlois, fille de Jean Ier de Frôlois, dame de La Roche-Nolay et de Vézinnes, se maria avec Jean Ier de Thil (chronologie : Agnès fl. dans le 1er tiers du XIVe siècle, son mari Jean de Thil dans la 1re moitié du XIVe siècle, et son père Jean Ier de Frôlois dans la 2e moitié du XIIIe siècle ; son cousin germain, le maréchal de Bourgogne Jean II de Frôlois, possédait Molinot et avait épousé Isabelle de Montréal-Arcis). 
Puis la fille d'Agnès de Frolois et Jean de Thil, Marie de Thil († 1360), devient en 1333 la femme d'Edouard de Beaujeu, maréchal de France : le couple échange en 1350 La Roche-Nolay contre Berzé avec ledit Jean II de Frolois. Cependant, le gendre héritier d'Edouard de Beaujeu et Marie de Thil, Jacques de Savoie (vers 1316-1367 ; époux en 1362 de leur fille Marguerite de Beaujeu, 1346-1402), jouit à la fois de la Roche de Nolay et de Berzé ! On trouve ensuite les deux fils de Jacques et Marguerite, les souverains du Piémont Amédée (1363-1402) et Louis de Savoie (1364-1418). Mais Berzé passe alors directement dans la main des ducs (qui au XVe siècle sont de père en fils Philippe II, Jean, Philippe III et Charles), et La Roche-Nolay est acquise par un de leurs fidèles, Régnier Pot.
En effet, en 1403, rescapé de Nicopolis (1396), le seigneur Régnier Pot (né vers 1362-† 1432 ; chambellan du duc Philippe II de Bourgogne et chevalier de la Toison d'Or) achète le château de La Roche-Nolay et lui donne son nom, la Roche-Pot, puis le transmet à son fils, le seigneur Jacques Pot (1399-1458), qui le lègue à son tour à son propre fils, le seigneur Philippe Pot (né vers 1428-† 1493). Puis c'est le frère de Philippe, Guyot Pot († 1495), qui hérite du château, qui passe ensuite à son fils Régnier III († 1503), et au décès de ce dernier à Anne Pot, sa sœur (née vers 1472-† 1510), femme de Guillaume de Montmorency (1453-1531) : ce sont, entre autres enfants, les parents du connétable Anne de Montmorency (1493-1567) et d'Anne de Montmorency († 1525), femme de Guy XVI de Laval, comte de Laval.
Lorsque le propriétaire du château fort devint le seigneur Régnier Pot, ses alentours sont plantés de vignes de cépage pinot noir en exécution de l’ordonnance de Philippe II Le Hardi rendue en 1395.
Au XVIe siècle, le maréchal puis connétable de France Anne de Montmorency (qui possède plus de 130 châteaux) devient donc propriétaire de la forteresse, avec sa sœur aînée Anne, comtesse de Laval, mère d'Anne de Laval, baronne d'Acquigny et de Crèvecœur, dame de La Roche-Pot, femme de Louis de Silly, comte de La Roche-Guyon, damoiseau de Commercy, sire de Louvois.
Au XVIIe siècle, le cardinal de Retz, Jean-François Paul de Gondi, hérite du château (il était le fils de Philippe-Emmanuel de Gondi et de Françoise-Marguerite de Silly, fille d'Antoine de Silly, lui-même fils de Louis de Silly et d'Anne de Laval), puis le revend en 1644 au Premier président du Parlement de Bourgogne puis du Parlement de Dauphiné, le chevalier Pierre Legoux de la Berchère, marquis de Dinteville en 1647, sire de La Berchère, Boncourt et Juvancourt, père de Charles.
Joseph Blancheton, qui achète le château en 1740, en est le dernier seigneur(, p. 122). Il crée de nouveaux appartements et remet en état la chapelle. 
En 1789 à la Révolution française, le château renommé « château de La Roche Fidèle », est déclaré bien national. Le 7 messidor an VII (25 juin 1799), il est acquis par le citoyen Bélorgey, d'Arnay-sur-Arroux, qui le démolit en grande partie. Privé de son donjon, le domaine passe de main en main, appartenant par exemple au sieur Crochet vers 1839-1855.
En 1893, Cécile Carnot (épouse du président de la République Sadi Carnot) achète les ruines et les offre en janvier 1894 à son fils aîné, le colonel d’infanterie Lazare-Hippolyte-Sadi Carnot (1865-1948, p. 123 sq.) ; ce dernier se fit alors l'historien de La Roche-Pot, et entreprit durant 26 ans une importante reconstitution historique, méticuleuse, dans l'esprit du XVe siècle.
En 2013, certaines parties du château sont inscrites au titre des monuments historiques et, en 2014, le château, les dépendances, le vignoble et le parc sont classés.

## La restauration du château
L'architecte est Charles Suisse (1846-1906), architecte en chef des monuments historiques de Dijon, œuvrant dans l'esprit de Viollet-le-Duc et contemporain du travail de Bodo  Ebhardt au Haut-Koenigsbourg. La décoration de la grosse tour, commencée en 1897, est inspirée des tapisseries et pavements de la fin du Moyen-Age. L'étude de la restauration du corps de logis s'achève en 1904. Le gros œuvre est presque achevé lorsque Charles Suisse meurt, en 1906. Il est remplacé par ses associés Forey et Prost. Les travaux sont arrêtés durant la guerre et ne reprennent qu'en 1921 pour se terminer en 1927.
Charles Suisse a retrouvé l'état original du château, en s'inspirant du château de Châteauneuf-en-Auxois (lucarnes, décors sculptés), d'une époque voisine et aussi un bien des Pot. Xavier Schanosky (1867-1916) réalisa des sculptures imitant les artistes bourguignons du xve siècle. Les peintures murales mettent en valeur le bâtiment. Pour Laurent Saracco, « ces décors ne sont nullement une copie mais bien des compositions originales » (, p. 131).
Deux ponts-levis (œuvre récente) équipent le château (ponts-levis de porte charretière et de porte piétonne, ou guichet, tous deux équipés de leurs flèches, tabliers et contrepoids).

## Rachat en 2015
En 2012, le château est mis en vente par la famille Carnot. La vente se fait en 2015 à un groupe d'investisseurs ukrainiens basés au Luxembourg, et parmi eux un homme d'affaires ukrainien.
Toutefois, des difficultés financières semblent ralentir le projet et faire naître des dettes. De plus, une affaire judiciaire en cours amène l'arrestation de l'homme d'affaires par la Gendarmerie nationale en octobre 2018,,,.

### Dispersion du mobilier
Deux ventes aux enchères publiques ont eu lieu. La seconde, sur ordonnance du tribunal de Commerce, a concerné « une partie du mobilier et des objets d'art qui paraient la demeure ancestrale » à Beaune  le 10 octobre 2021 ; la commune craint qu'à terme un projet résidentiel lui fasse perdre son identité.

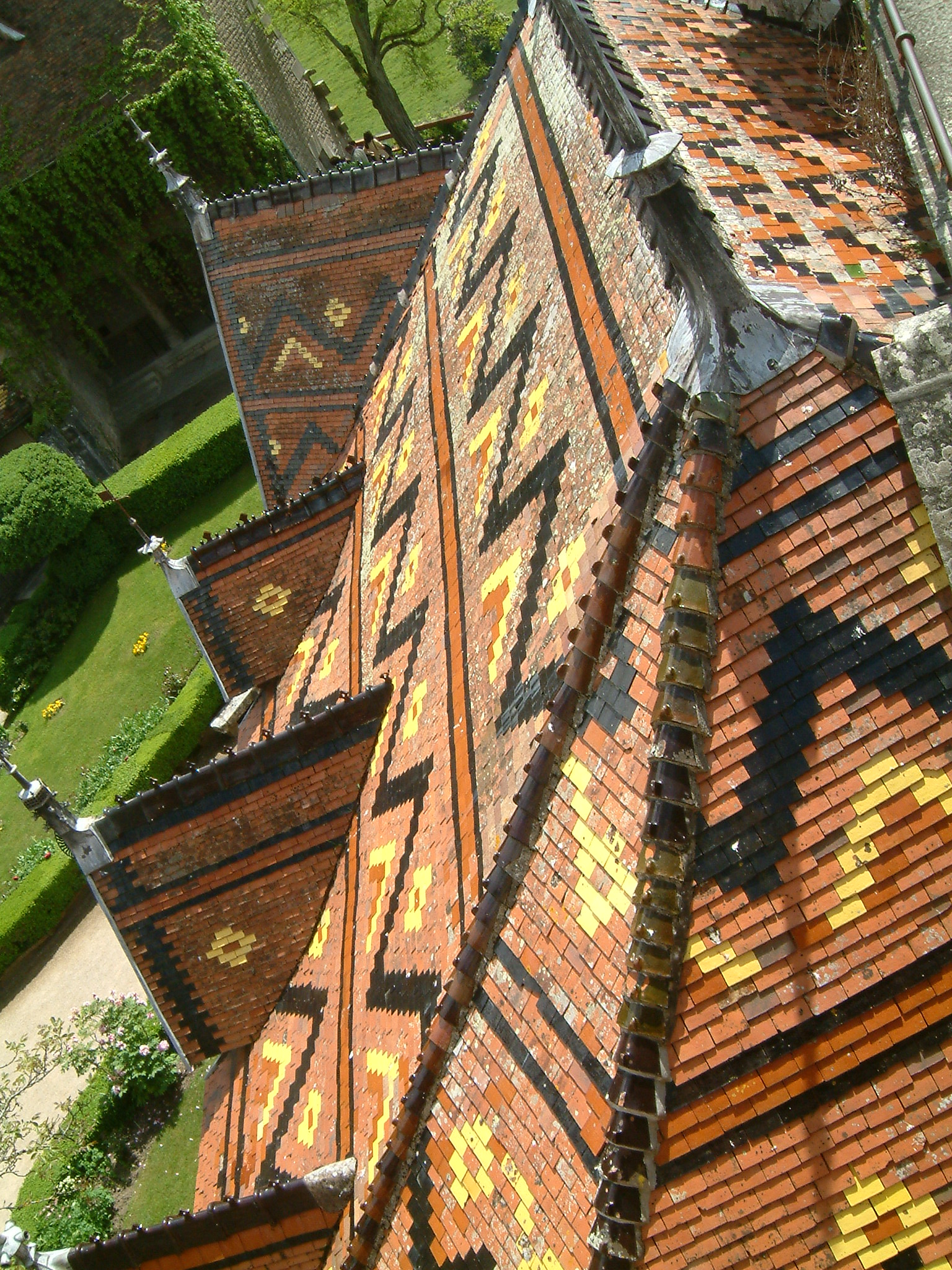
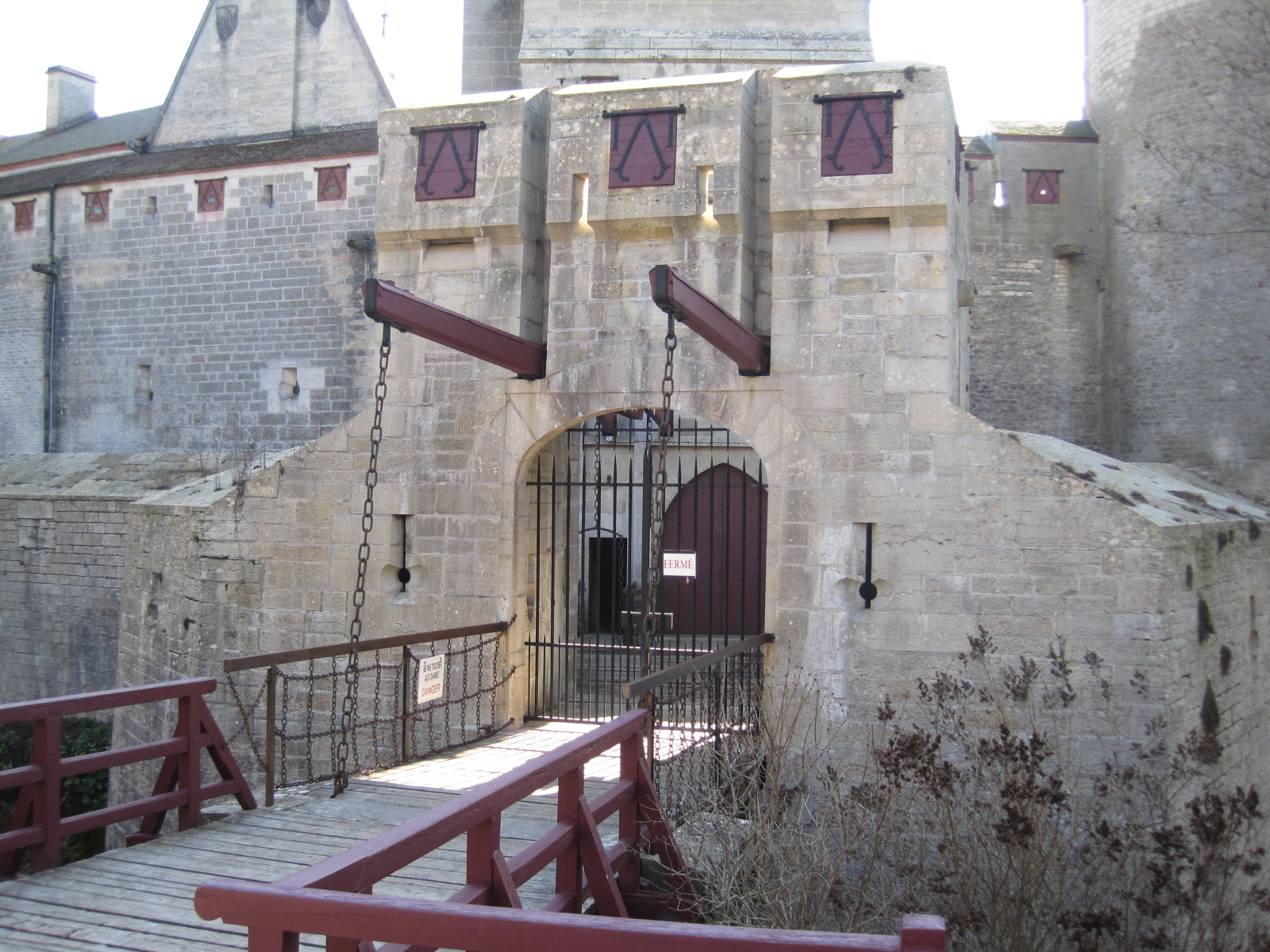
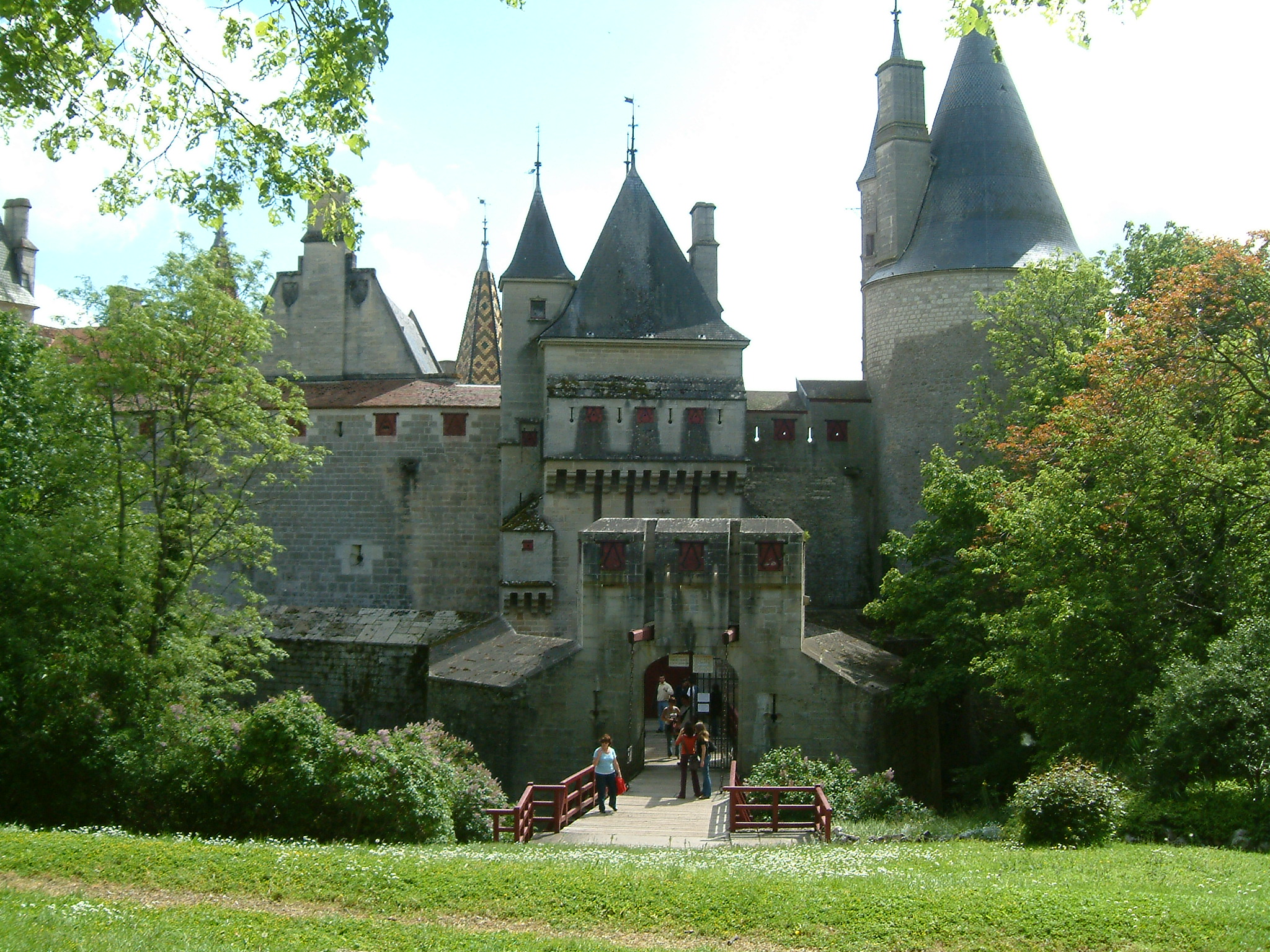